# When It All Falls Apart
When It All Falls Apart è un singolo del duo musicale australiano The Veronicas, pubblicato il 20 marzo 2006 come terzo estratto dal primo album in studio The Secret Life of....

## Descrizione
Scritto da Jessica e Lisa Origliasso insieme a Josh Alexander e Billy Steinberg (che ne hanno curato anche la produzione), il brano è stato pubblicato in Australia come terzo estratto dal disco d'esordio del duo. Negli Stati Uniti la canzone è invece uscita come secondo singolo dell'album, mentre era stata pianificata come primo singolo per il Regno Unito; tuttavia, il brano di debutto del duo in UK è stato Untouched nel 2009.

## Video musicale
Il video musicale, diretto da Robert Hales, mostra le sorelle in una casa dopo una festa tenuta lì la sera prima. Mentre puliscono, appaiono dei flashback dell'evento e alla fine del video si siedono all'esterno della struttura, cantando il resto della loro canzone.

## Tracce
CD single (Australia)
1. When It All Falls Apart – 3:15
2. Heavily Broken (Live) – 4:24
3. Everything I'm Not (Jason Nevins Remix Edit) – 3:31

CD single (Europa)
1. When It All Falls Apart – 3:15
2. Heavily Broken (Live) – 4:20

## Successo commerciale
Il brano è rimasto nella top 20 della Australian Singles Chart per quattordici settimane, raggiungendo il settimo posto come picco massimo, lo stesso raggiunto in Nuova Zelanda. Con oltre 35 000 copie vendute, è stato certificato disco d'oro in Australia nel 2006.

## Classifiche

### Classifiche settimanali
| Classifica (2006) | Posizione massima |
| ----------------- | ----------------- |
| Australia         | 7                 |
| Belgio (Fiandre)  | 19                |
| Belgio (Vallonia) | 64                |
| Nuova Zelanda     | 7                 |
| Paesi Bassi       | 83                |

### Classifiche di fine anno
| Classifica (2006) | Posizione |
| ----------------- | --------- |
| Australia         | 42        |